# Cipinang Besar Utara
Cipinang Besar Utara is een plaats (wijk - kelurahan) in het bestuurlijke gebied Jatinegara (oude naam: Meester Cornelis), Jakarta Timur (Oost-Jakarta) in de provincie Jakarta, Indonesië. De plaats telt 53.387 inwoners (volkstelling 2010).